# Soldathem
Soldathem är ett antal lokaler i civil regi i anslutning till vissa militära förläggningsorter. Soldathem finns i bland annat Sverige, Danmark och Finland där det drivs av olika organisationer. I Sverige är denna organisation det Svenska Soldathemsförbundet, i Danmark KFUM:s Soldatermission och i Finland går under namnet Soldathemsförbundet (finska: Sotilaskotiliitto).

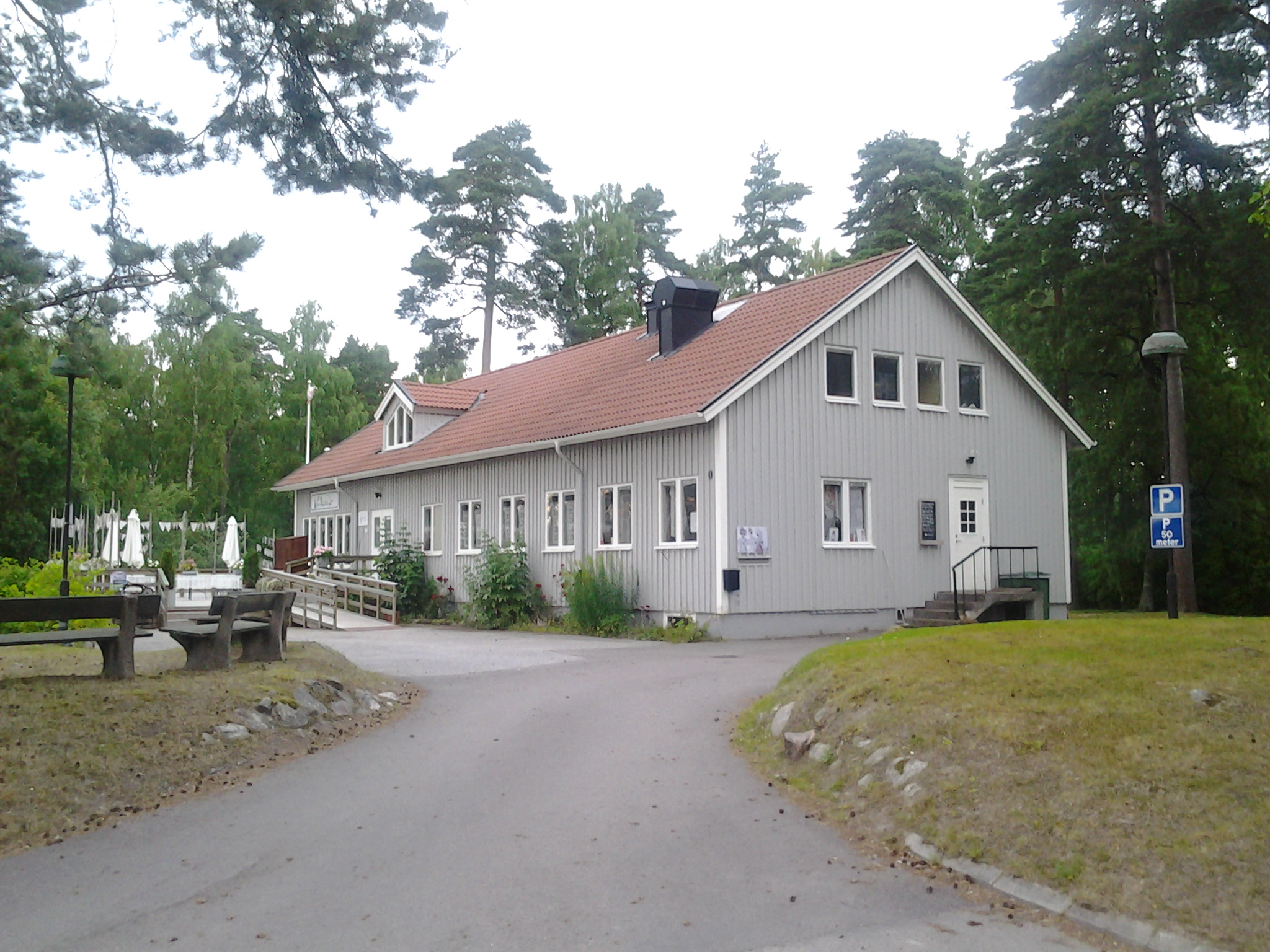
Kristinehamns soldathem

## Svenska Soldathem

Svenska soldathemsförbundets logotyp

Soldathem i Sverige brukar ligga på gångavstånd från soldaternas logement, inom eller strax utanför kasernstaketet. Vid soldathemmen erbjuds möjligheter till meningsfull fritid i civil miljö med bland annat föreläsningar, studiecirklar, fritidsverksamhet och idrottsaktiviteter, trådlös uppkoppling och stöd i karriärväxlingsfrågor. Soldathemmen drivs vanligen av en anställd föreståndare, men det kan finnas fler anställda: vid flera av landets soldathem tillhandahålls även förplägnad genom café och/eller restaurang, oftast sådana som ligger utanför kasernområdet.
De svenska soldathemmen drivs vanligtvis av lokala föreningar, som ofta består av representanter från förbanden, berörd kommun och Svenska kyrkan och/eller andra samfund. Föreningarna är anslutna till Svenska soldathemsförbundet. Soldathemmens verksamhet riktar sig främst till militär personal men i flera fall även till civila.
Svenska Soldathemsförbundet har sedan 2008 ett uppdrag från Försvarsmakten att ge professionellt psykosocialt stöd till veteraner och deras anhöriga. Så kallade PREP-kurser erbjuds militär personal och deras respektive inför en utlandsinsats. Stödsamtal och rådgivning (enskilt eller gentemot par och familj) erbjuds soldater, veteraner och anhöriga före, under och efter en utlandsinsats. Vid soldathemmen ordnas informationsträffar och aktiviteter för dessa målgrupper i samband med att det lokala förbandet engageras i internationella insatser.
Svenska Soldathemsförbundet samarbetar i anhörig- och veteranfrågor med Försvarsmakten, Invidzonen, Sveriges Veteranförbund Fredsbaskrarna och Sveriges Militära Kamratföreningars Riksförbund.
Sedan den 28 april 2020 är H.K.H. Kronprinsessan Victoria beskyddare för Svenska soldathemsförbundet.
Förbundet instiftade under 2020 en medalj i guld och silver avsedd att bäras i band på bröstet. Den utdelades första gången under förbundets kongress 19 maj. Förbundets beskyddare erhöll medalj nr 1 tidigare i maj.

### Historia
År 1876 samlades en grupp människor för ett sammanträde i Hushållsskolan Cronius sällskapsvåning på Jakobsbergsgatan i Stockholm för att diskutera åtgärder för att bistå och stötta stockholmsgarnisonens personal. Det blir grunden för Föreningen Soldaternas Vänner. Föreningen var Sveriges första soldathemsförening och blev föregångare till flera andra soldathem på olika platser runt om i landet. År 1899 hade det bildats så många föreningar att man ansåg det nödvändigt att bilda ett riksförbund, vilket idag är Svenska Soldathemsförbundet. Soldathemetsverksamhet ursprung präglades av nykterhetsrörelsen och den religiösa väckelsens tid och moral.

## Finländska Soldathem

Finländska Soldathemmens logotyp.

Finländska soldathem drivs av de Finländska Soldathemsförbundet (finska: Sotilaskotiliitto) vilket är en finländsk organisation som grundades år 1921 i syfte att bedriva soldathem. Det är Finlands äldsta frivilliga försvarsorganisation.
År 2006 hade förbundet 40 medlemsföreningar. Kustsoldathemsföreningen (Rannikkosotilaskotiyhdistys) grundat 1918 med cirka 400 medlemmar är en av de äldsta, Rajasotilaskotiyhdistys grundades 1946 och är största medlemsföreningen med 650 medlemmar.
År 2005 fanns i Finland 50 soldathem, 21 lägersoldathem och 33 mobila enheter som brukas av de värnpliktiga. Verksamheten baserar sig huvudsakligen på frivilliga, oavlönade insatser av omkring 7 000 soldathemssystrar. Dessutom arbetar i soldathemmen omkring 300 avlönade personer.

### Historia
Idén till Soldathem kom till Finland via KFUM från Danmark och med jägarna från Tyskland. 
År 1918 inledde det första soldathemmet sin verksamhet i Helsingfors, detta under frihets-medborgarkriget. Efter krigets slut växte verksamheten snabbt och år 1921 grundades Finlands Soldathemsförbund.
Förbundets verksamhet huvuduppgift var att bistå försvars- och gränsbevakningsväsendet i såväl i krigs- som i fredstid genom att upprätthålla soldathem för att främja soldaternas trivsel.
I september 1939 hörde 40 soldathemsföreningar, 137 soldathem och ca 4 000 medlemmar till Soldathemsförbundet. Soldathemmen var förlagda i nära anslutning till militära anläggningar för att snabbt betjäna trupper som ställts upp vid en mobilisering.